# Soldini
Soldini es una localidad en la zona sudeste de la provincia de Santa Fe, Argentina, a 16 km al sudoeste del microcentro de la ciudad de Rosario, en el Gran Rosario, Departamento Rosario; a 179 km de la capital provincial Santa Fe.

## Comuna
- Creación Comuna 17 de enero de 1921

Presidente Comunal Actual: Leonardo Marconcini

## Población
Cuenta con 3,212 habitantes (Indec, 2010), lo que representa un incremento del 15% frente a los 2,772 habitantes (Indec, 2001) del censo anterior. Forma parte del Gran Rosario.
| Gráfica de evolución demográfica de Soldini entre 1991 y 2010 |
|                                                               |
| Fuente: Censos nacionales del INDEC                           |

## Historia
Los primeros habitantes de la zona fueron ingleses que instalaron varias estancias de las cuales hoy en día se conservan algunos cascos, y luego fueron arrendando las tierras a colonos italianos.
Soldini surgió con la creación de la estación del Ferrocarril Central Argentino (hoy Bartolomé Mitre) de la Línea Rosario-Peyrano. Fue fundada por Domingo Arán, un italiano donante de los terrenos, para la construcción de edificios públicos del pueblo.
En sus comienzos el pueblo formaba parte de la localidad de Pérez hasta 1929.
Su antiguo nombre era Arán, luego tomó como nombre, el apellido del dueño de las tierras: "SOLDINI".
Soldini era de origen suizo, y fue el primer poblador de la actual localidad de Arteaga, donde en 1867 adquirió grandes extensiones de tierra que luego fue vendiendo a familias por parcelas.

## Geografía

### Clima
Su clima es húmedo y templado en la mayor parte del año. Se lo clasifica como clima templado pampeano, es decir que las cuatro estaciones están medianamente definidas. Es propicio para las actividades agropecuarias; la temperatura es en general benigna, pues su media oscilan los 15 °C. Las lluvias se dan a lo largo de todo el año, menos en la época invernal, con algunas heladas. También influencian en la zona los vientos Sudestada, húmedo; Norte, cálido; Pampero, frío y seco, propios de la pampa húmeda.
Hay una temporada calurosa desde octubre a abril (de 18 °C a 36 °C) y una fría entre principios de junio y la primera mitad de agosto (con mínimas en promedio de 5 °C y máximas promedio de 16 °C), oscilando las temperaturas promedio anuales entre los 10 °C (mínima), y los 23 °C (máxima). Llueve más en verano que en invierno, con un volumen de precipitaciones total de entre 800 y 1300 mm al año (según el hemiciclo climático: húmedo "1870 a 1920" y "1973 a 2020"; seco "1920" a 1973").
Casi no existen (de baja frecuencia) fenómenos climáticos extremos en Soldini: vientos extremos, nieve, hidrometeoros severos. La nieve es un fenómeno excepcional; la última nevada fue en 2007, la penúltima en 1973; y la antepenúltima en 1918. El 9 de julio de 2007, nevó en la localidad. 
Un riesgo factible son los tornados y tormentas severas, con un pico de frecuencia entre octubre y abril. Estos fenómenos se generan por los encuentros de una masa húmeda y cálida del norte del país y una fría y seca del sector sur argentino.
Humedad relativa promedio anual: 76 %

### Sismicidad
El último terremoto fue a las 3.20 UTC-3 del 5 de junio de 1888 (ver terremoto del Río de la Plata en 1888). 
La región responde a las subfallas «del río Paraná», y «del río de la Plata», y a la falla de «Punta del Este», con sismicidad baja; y su última expresión se produjo hace 137 años, con una magnitud aproximadamente de 4,5 en la escala de Richter

## Biblioteca Popular
- Poeta José Pedroni

## Escuelas de Educación Común y Adultos
- Escuela N.º 131 Soldado Falucho, zona urbana, 500 alumnos aproximadamente.
- E.E.M. N.º 444 Julieta Lavaggi de Ginocchio, 450 alumnos aproximadamente.

## Entidades Deportivas
- Soldini Rally Team
- Club Atlético Alumni
- Club Atlético Liceo Argentino
- A1TOQ fútbol 5
- A1TOQ superligas

## Festividad
- Fiesta de la Producción y Turismo Sustentable
- Fiesta del Arroz Soldinense